# Bouchette (Québec)
Pour les articles homonymes, voir Bouchette.
Bouchette est une municipalité du Québec dans la municipalité régionale de comté de La Vallée-de-la-Gatineau et la région administrative de l'Outaouais, au Canada.

## Toponymie
La municipalité est nommée en l'honneur de l'arpenteur Joseph Bouchette.

## Géographie
La rivière Gatineau délimite le nord-est de la municipalité puis la traverse nord-ouest au sud-ouest. Le lac des Trente et Un Milles en délimite l'est.

## Démographie
| 1991 | 1996 | 2001 | 2006 | 2011 | 2016 | 2021 |
| ---- | ---- | ---- | ---- | ---- | ---- | ---- |
| 688  | 722  | 701  | 718  | 786  | 731  | 695  |

## Administration
Les élections municipales se font en bloc pour le maire et les six conseillers.
| Bouchette Maires depuis 2002                                                                                         |                |         |          |
| Élection | Maire          | Qualité | Résultat |
| 2002 | Réjean Carle   |         | Voir     |
| 2005 | Réjean Carle   | Voir    |          |
| 2009 | Réjean Major   |         | Voir     |
| 2013 | Réjean Major   | Voir    |          |
| 2017 | Gilles Bastien |         | Voir     |
| 2021 | Steve Lefebvre |         | Voir     |
| Élection partielle en italique Depuis 2005, les élections sont simultanées dans toutes les municipalités québécoises |                |         |          |